# Polygonia c-album
Polygonia c-album é uma espécie de insetos lepidópteros, mais especificamente de borboletas pertencente à família Nymphalidae.
A autoridade científica da espécie é Linnaeus, tendo sido descrita no ano de 1758.
Trata-se de uma espécie presente no território português.

## Descrição

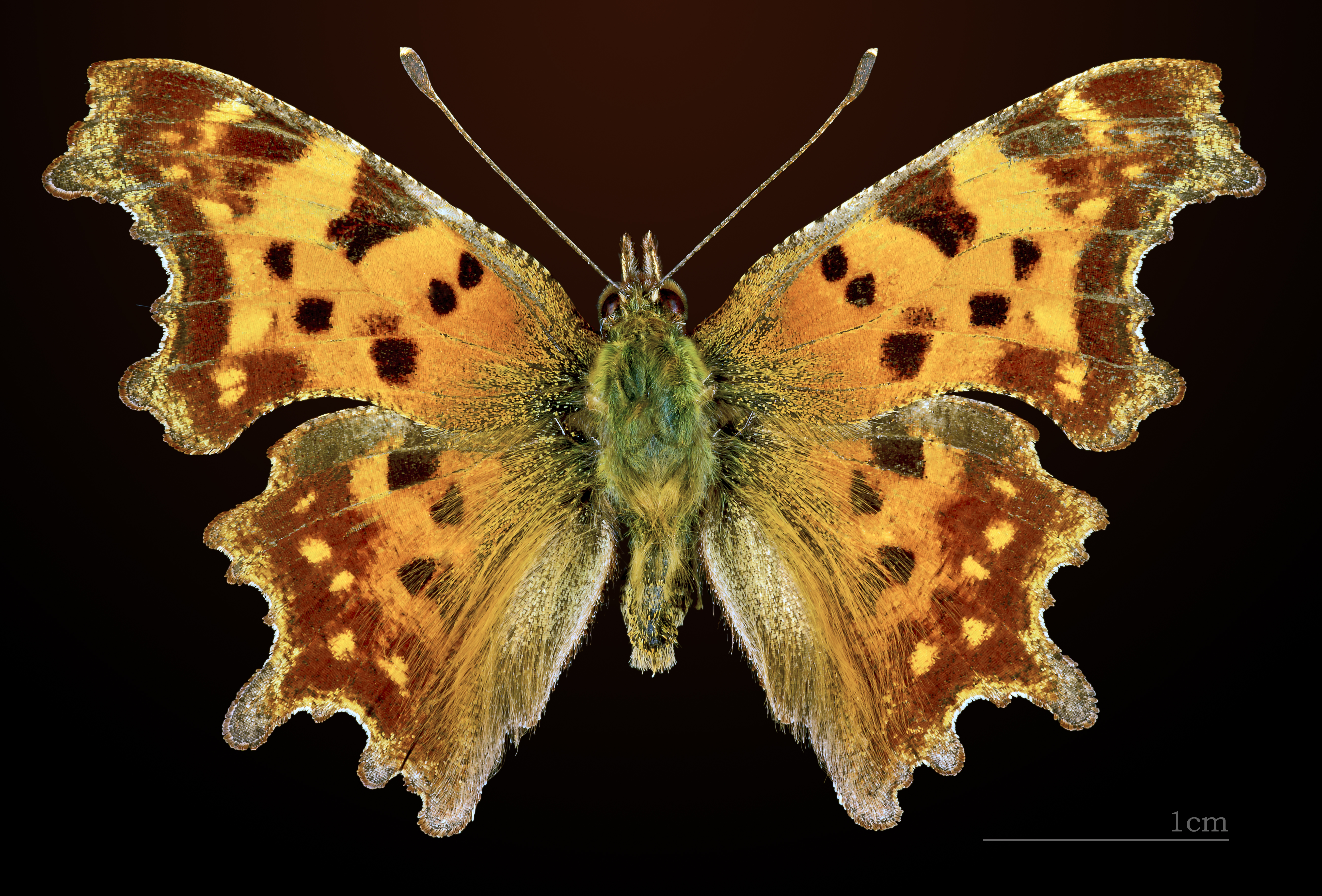
♂
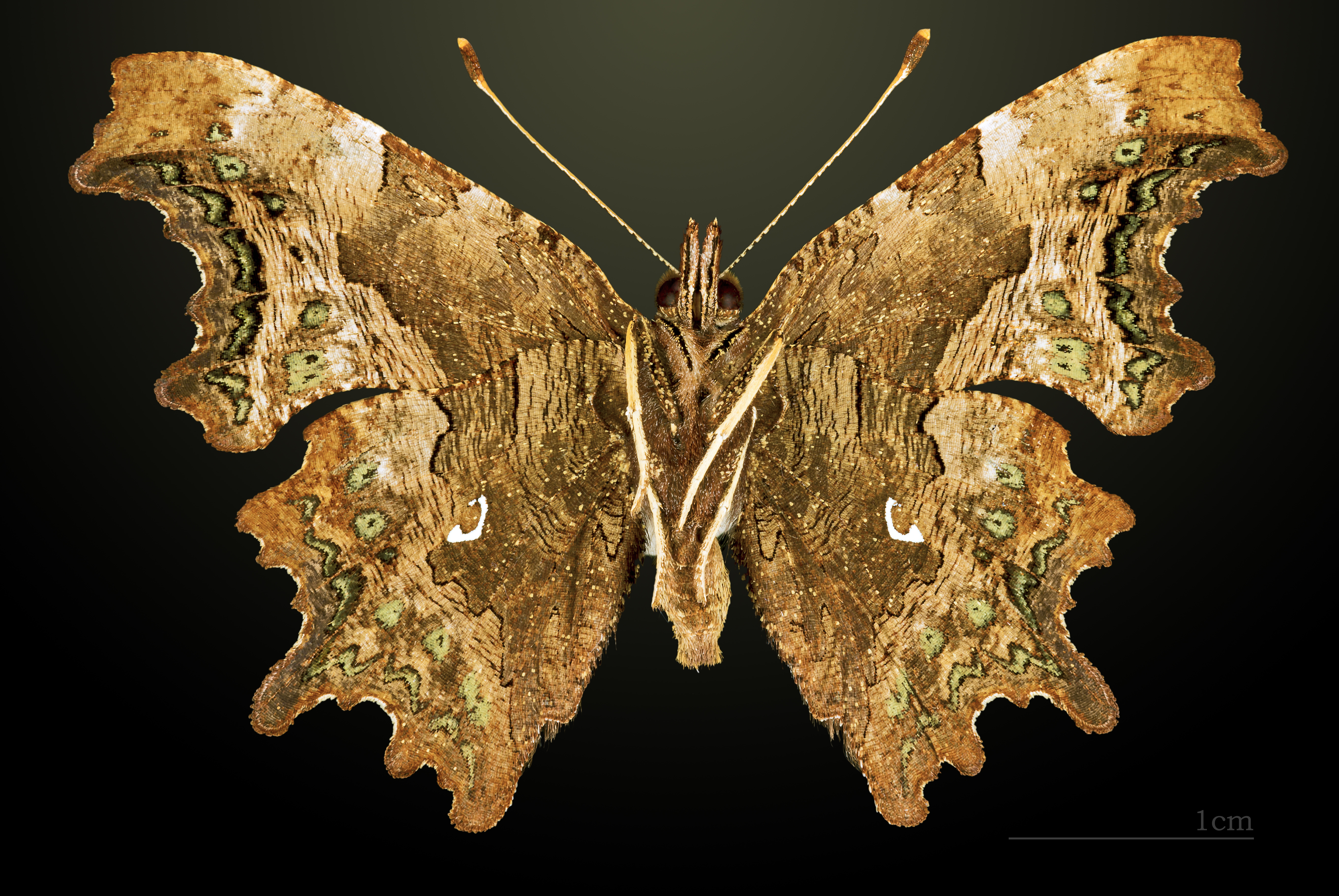
♂ △
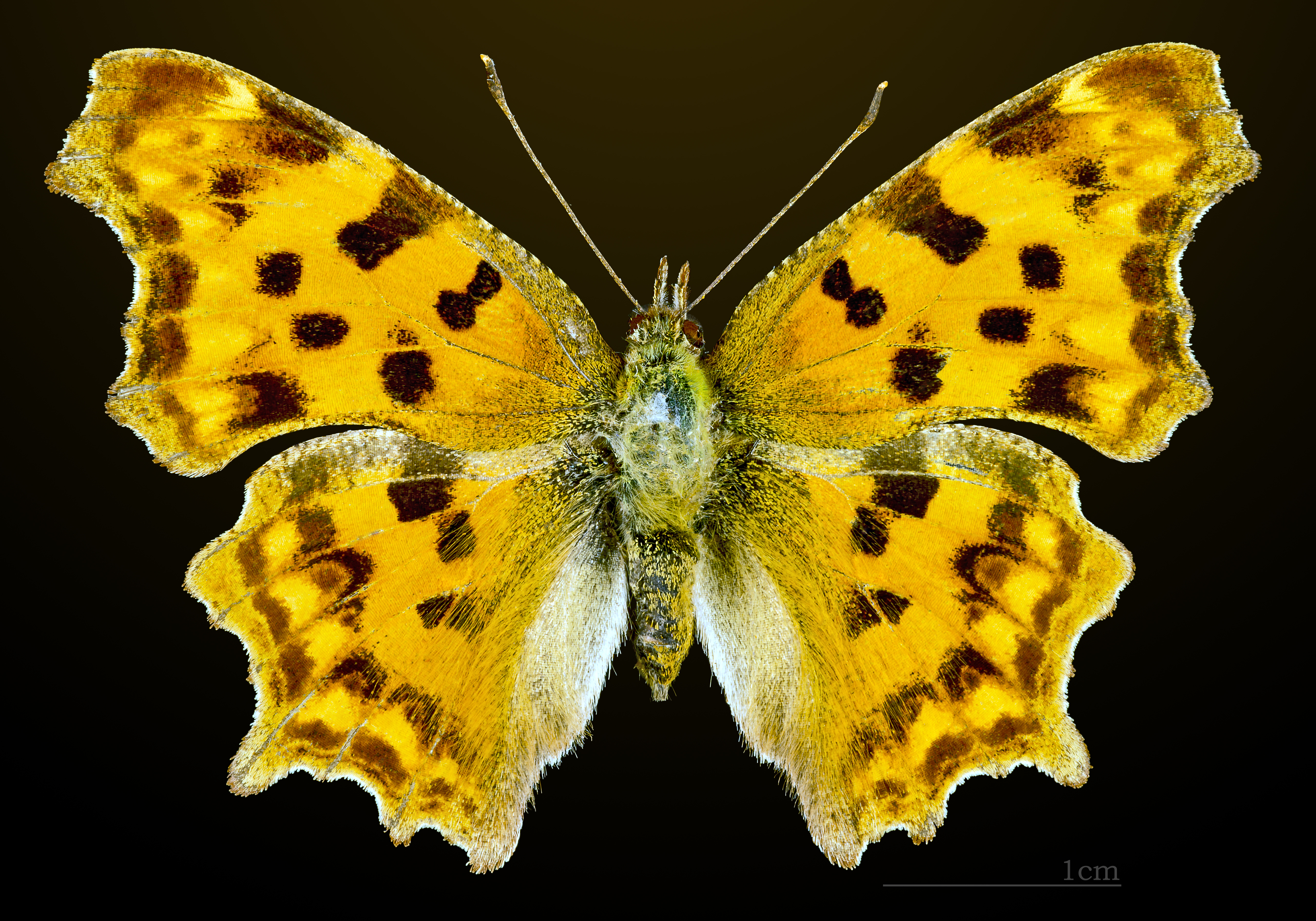
♀
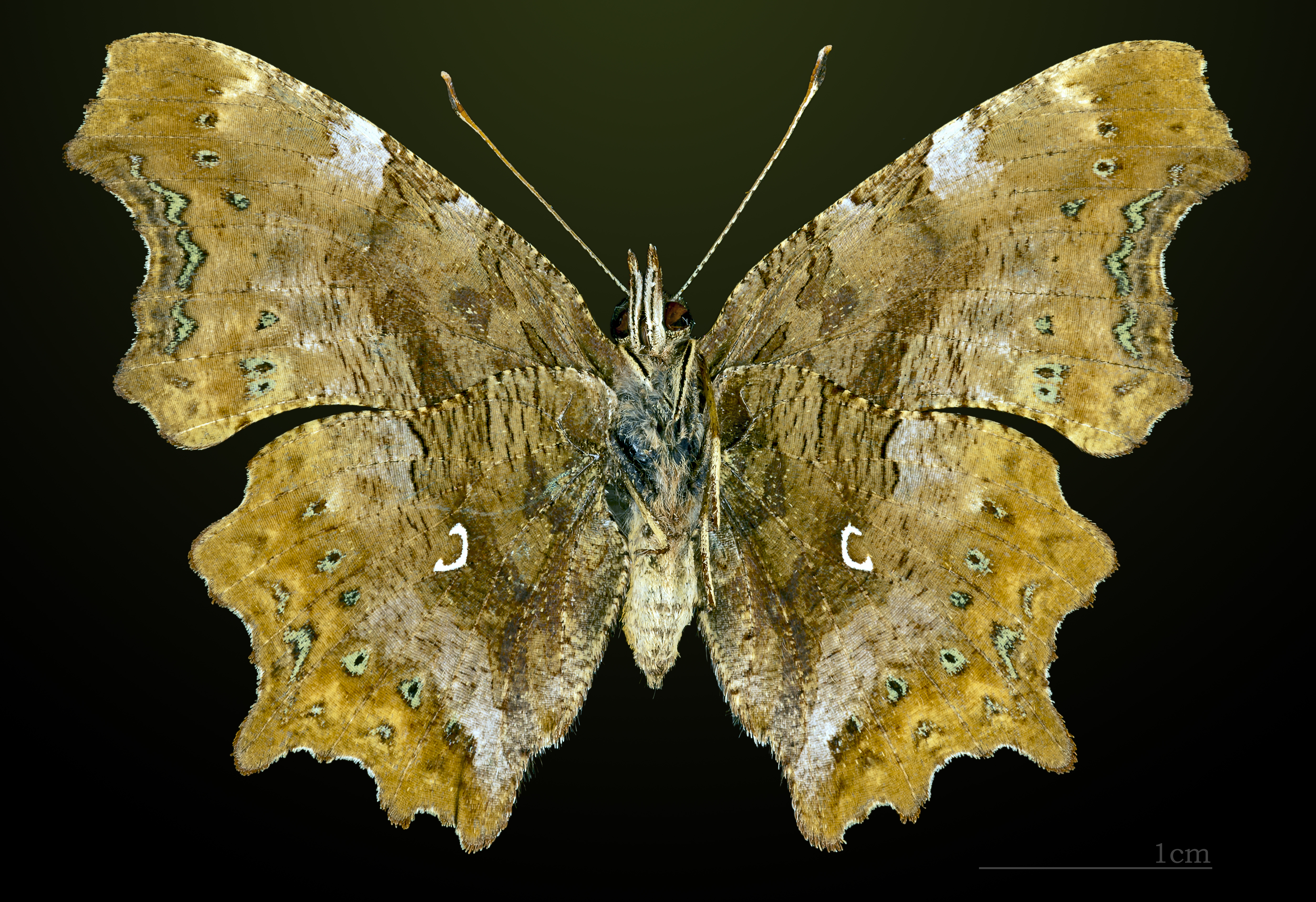
♀ △

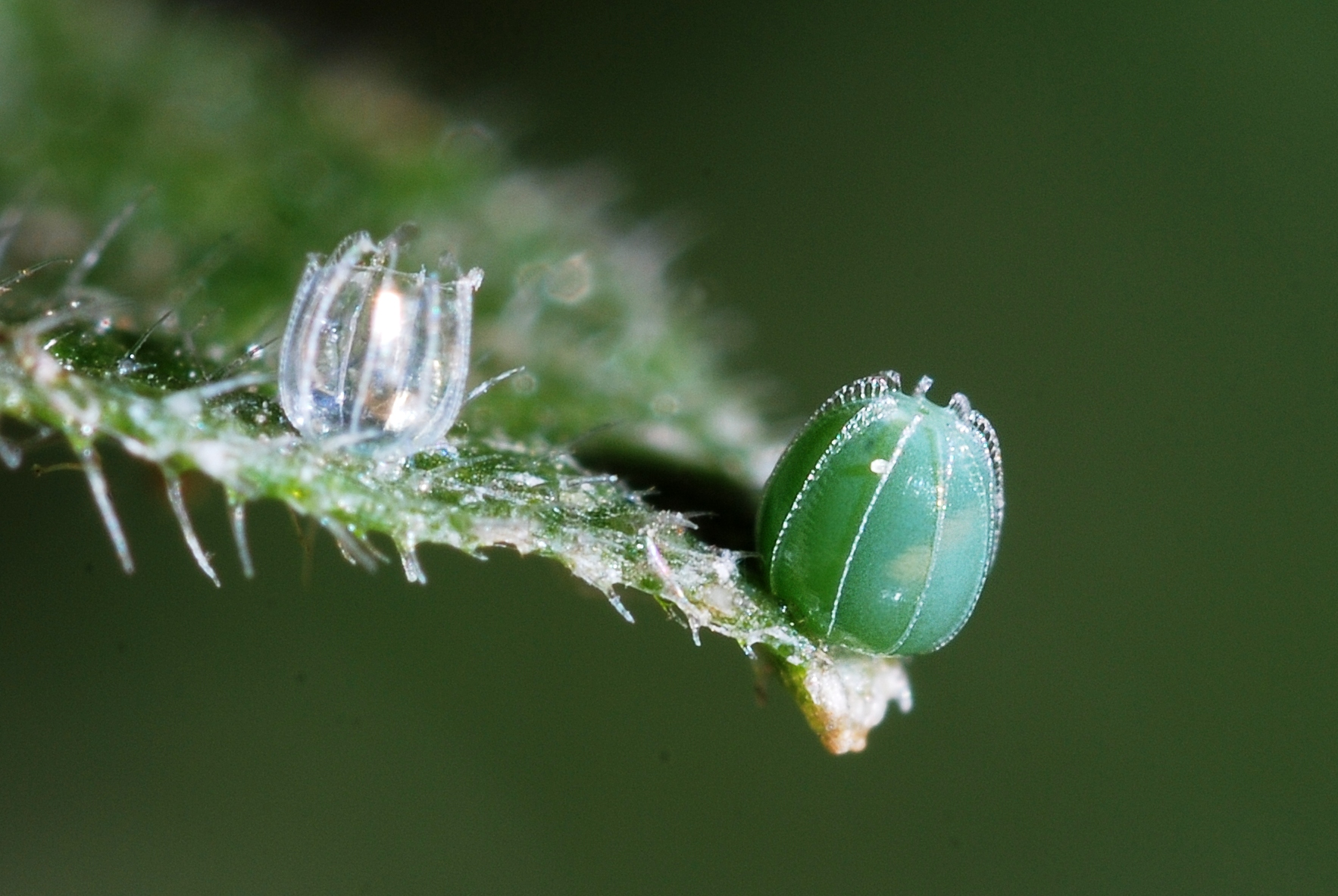
Um ovo.
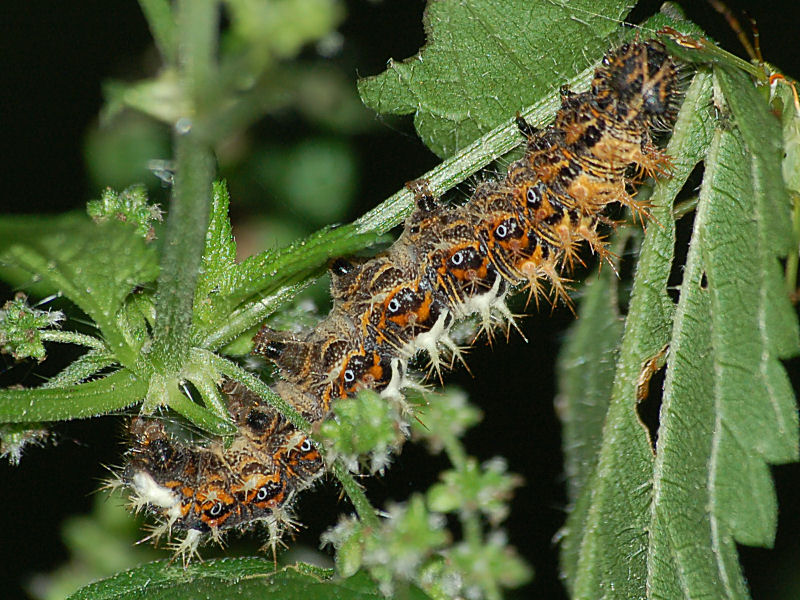
Uma lagarta
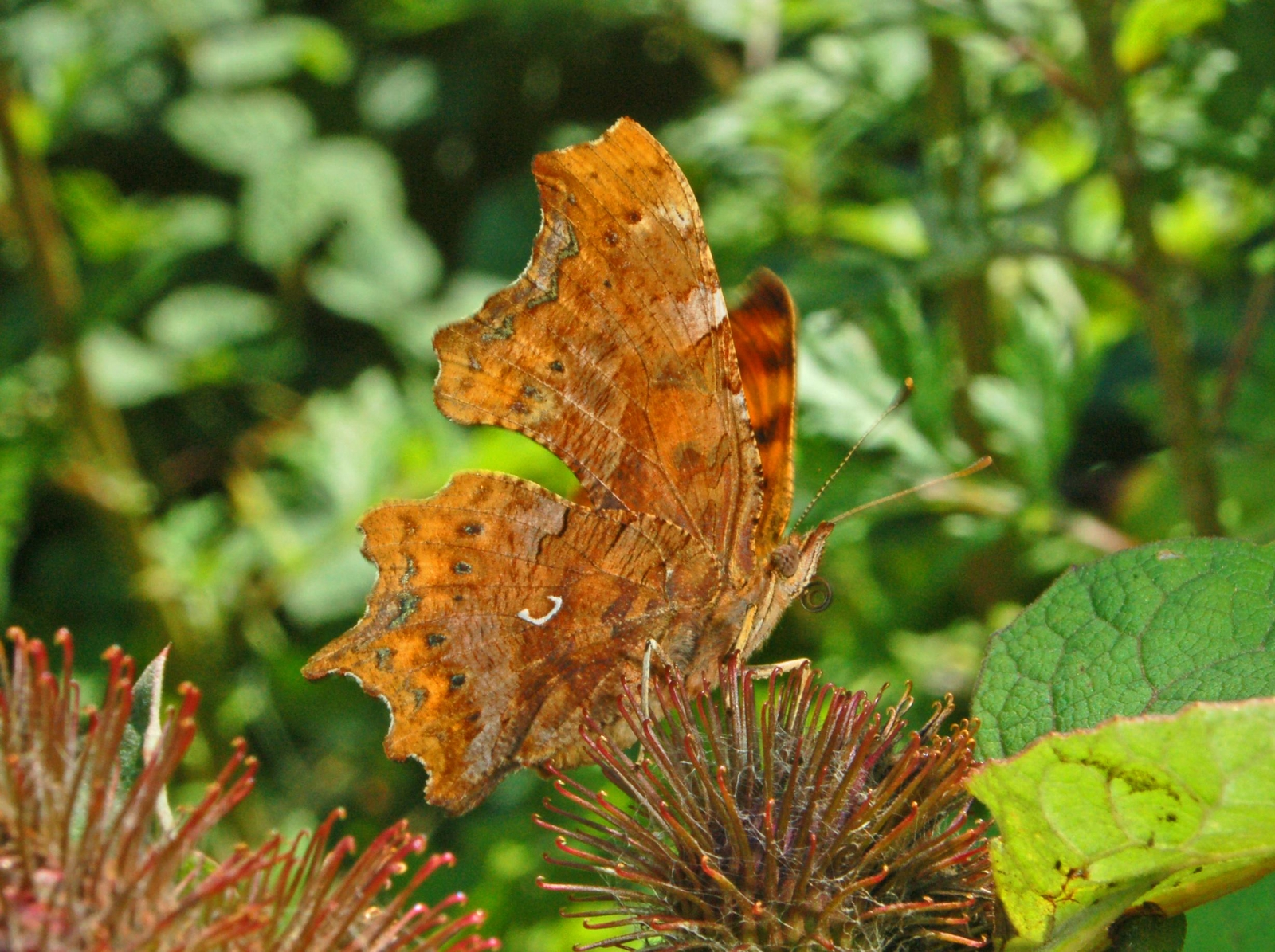
Polygonia c-album